# Фальк, Аугуст
Аугуст Фальк (швед. August Falck; 18 апреля 1882, Стокгольм — 16 апреля 1938, там же) — шведcкий актёр театра и кино, режиссёр, театральный деятель.

## Биография
Выпускник студии при стокгольмском Королевском драматическом театре (1901), в 1902—1905 годах выступал на сцене
Шведского театра в Гельсингфорсе и в Гётеборге. В 1905—1907 годах руководил собственной труппой. В 1906 организовал в Лунде молодёжный коллектив, который первым в Швеции поставил пьесу «Фрёкен Юлия» Стриндберга.
Вся последующая деятельность А. Фалька была посвящена пропаганде драматургии и идейно-эстетических взглядов А. Стриндберга.
В 1907 году он стал одним из организаторов стокгольмского «Интимного театра Стримберга» (Strindbergs Intima Teater). После его закрытия в 1910 году А. Фальк инициировал создание второго «Интимного театра Стримберга», позже переименованного в Театр комедии (Komediteatern), но вскоре после начала его работы был вынужден уйти из руководства и занимал временные должности, с 1912 года до конца жизни гастролировал с руководимыми им труппами по Швеции и другим скандинавским странам. Репертуар этих театров также состоял из драм Стриндберга.
А. Фальк поставил более 40 произведений Стриндберга. Его спектакли отличались обобщённым лаконизмом мизансцен и оформления (декорации, как правило, заменялись сукнами), игра актёров — богатством психологических нюансов, аналитической глубиной раскрытия конфликтов.
В исполнении А. Фалька стриндберговские персонажи представали во всей сложности, мятежной одержимости и социальной обусловленности их духовного мира.
В 1912—1937 годах снимался в кино. А. Фальк — автор книг «Стриндберг и театр» (1918), «Пять лет со Стриндбергом» (1935).
Был похоронен на кладбище Норра бегравнингсплатсен в Стокгольме.

## Избранные театральные роли
- Жан, Ротмистр, Капитан, Морис, Линдквист, Неизвестный («Фрёкен Юлия», «Отец», «Танец смерти», «Преступление и преступление», «Пасха», «Путь в Дамаск»).

## Избранная фильмография
- 1912 — «Фрёкен Юлия» / Frenek Julie
- 1912 — Fadren
- 1914 — Ett återseende
- 1917 — Terje Vigen
- 1937 — John Ericsson